# Distrikt Kwania
Kwania ist ein Distrikt in Norduganda. Die Hauptstadt des Distrikts ist Kwania.

## Demografie
Die Bevölkerungszahl wird für 2020 auf 216.600 geschätzt. Davon lebten im selben Jahr 4,2 Prozent in städtischen Regionen und 95,8 Prozent in ländlichen Regionen.

## Wirtschaft
Die Landwirtschaft bildet das Rückgrat der lokalen Wirtschaft.